# LAME
LAME（レイム）は、MP3への変換に用いられる自由ソフトウェア（GNU LGPL）のアプリケーションソフトウェア。名称は「LAME Ain't an MP3 Encoder」の再帰的頭字語。1998年（平成10年）から開発が続けられている。

## 特徴

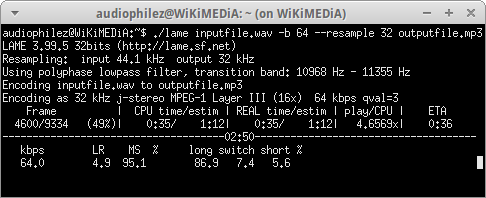
LAME v3.99.5

LAMEはMP3に変換するのに使われるソースコードの中でも特に優秀とされ、LAMEを採用しているエンコーダは他のエンコーダよりも品質のよいMP3ファイルを作ることができるため、広く支持されている。また、バージョン3.90からギャップレスを実現しているが、これを実現しているのはLAMEとiTunesのみである。
オープンソースコミュニティによって開発されており、無料で利用できる。当初はMike Chengにより8hz-mp3に対するパッチという扱いで配布されていたが、1998年（平成10年）10月4日にリリースされたバージョン2.0からはISOのサンプルコードを改良するという形に開発体制が移行し、LAMEはパッチではなく現在のように完全なソースコードの形式で配布されるようになった。開発が進み、最終的には2000年（平成12年）5月8日にリリースされた3.81 Betaにおいて、ISO由来のコードが完全に取り除かれるに至った。
オープンソースであることから様々なオペレーティングシステム (OS) で動作することも特徴である。UNIXやUnix系OS上だけではなく、WindowsやAmiga、OS/2、BeOS、さらには疑似コンソールを使用したClassic Mac OS用のアプリケーションも存在する。
推奨ビットレートは192kbps以上だが、かつてはこれでもVorbisの128kbpsには及ばないなどと言われていた。しかし、新しい心理音響モデルのnspsytuneの導入（バージョン3.88beta） や、可変ビットレート (VBR) モードの改良等が行われ、現在に至るまで品質を向上させる努力が行われている。これらの成果は、Hydrogenaudioにおいて行われた複数のリスニングテストで示されている。
LAMEから派生したエンコーダとして午後のこ〜だがあるが、これはLAMEをベースとしてMMX、SSE、3DNow!といったx86プロセッサ向けのSIMD命令を積極的に用いて最適化を行ったものである。エンコード速度が非常に高速である反面、ベースとなっているLAMEのバージョン (3.88) が古いため、近年の音質向上の試みが反映されていないという欠点がある。この午後のこ〜だの成果の一部は、かつて評価版として配布されていたLAMEバージョン4.0に取り入れられ、さらにLAME 3.98 beta 1に本格的に導入され、現在に至っている。
また、Mike ChengによるMPEG Audio Layer 2のエンコーダのTooLAME（現:TwoLAME）も1998年（平成10年）11月7日にリリースされた。
バージョン3.97をマルチスレッド化して高速化しようという試みもあったが、ビットリザーバが無効になるなど音質面での欠点があり、ベンチマーク以外の用途では普及するには至っていない。